# آولوس گلیوس
آولوس گلیوس (انگلیسی: Aulus Gellius; ح. ۱۲۵ پس از میلاد – ح. ۱۸۰ پس از میلاد) نویسنده و زبان‌دان اهل روم باستان بود.